# Hölö församling
Hölö församling var en församling i Strängnäs stift och i Södertälje kommun i Stockholms län. Församlingen uppgick 2010 i Hölö-Mörkö församling.

## Administrativ historik
Församlingen har medeltida ursprung under namnet Ytterhölö församling. Omkring 1575 införlivades Överhölö församling och namnändring till dagens namn skedde. 
Församlingen utgjorde till 1962 ett eget pastorat för att därefter till 2010 vara moderförsamling i pastoratet Hölö och Mörkö. Församlingen övergick 1971 från Södermanlands län till Stockholms län. Församlingen uppgick 2010 i Hölö-Mörkö församling..

## Kyrkor
- Hölö kyrka